# Unione Sportiva Cremonese 2000-2001
Questa pagina raccoglie le informazioni riguardanti l'Unione Sportiva Cremonese nelle competizioni ufficiali della stagione 2000-2001.

## Stagione
Nella stagione 2000-2001 la Cremonese disputa il girone A del campionato di Serie C2, classificandosi settima, nel torneo che ha promosso in Serie C1 direttamente il Padova e la Triestina che vince i playoff. Per questa stagione la Cremonese è affidata a Giuseppe Galderisi, si dimostra forte in casa e fragile in trasferta, perde allo Zini solo nell'ultima di campionato (1-3) con la Pro Vercelli. Inizia il campionato con quattro pareggi, poi infila due vittorie consecutive. Spregiudicata in attacco, ma spesso debole nella fase difensiva. Disputa un campionato regolare da centro classifica. Il miglior marcatore stagionale è Simon Zalla con 17 reti, una in Coppa Italia e 16 in campionato. Nella Coppa Italia di Serie C disputa senza brillare il girone E di qualificazione, che è stato vinto dallo Spezia.

## Maglia e Sponsor
Nella prima stagione del nuovo secolo la maglia della Cremonese è sempre grigio-rossa a strisce verticali, calzoncini e calzettoni rossi. Lo Sponsor ufficiale è Garman.

## Rosa
| N. |                   | Ruolo | Calciatore       |
| -- | ----------------- | ----- | ---------------- |
|    | Italia (bandiera) | P     | Michele Arcari   |
|    | Italia (bandiera) | P     | Giorgio Bianchi  |
|    | Italia (bandiera) | D     | Stefano Biemmi   |
|    | Italia (bandiera) | C     | Andrea Coletto   |
|    | Italia (bandiera) | D     | Andrea Cuicchi   |
|    | Italia (bandiera) | D     | Cristian Forlani |
|    | Italia (bandiera) | C     | Luciano Foschi   |
|    | Italia (bandiera) | C     | Stefano Garzon   |
|    | Italia (bandiera) | A     | Roberto Manfredi |
|    | Italia (bandiera) | D     | Andrea Manucci   |
|    | Italia (bandiera) | D     | Matteo Melara    |

| N. |                   | Ruolo | Calciatore          |
| -- | ----------------- | ----- | ------------------- |
|    | Italia (bandiera) | A     | Matteo Merloni      |
|    | Italia (bandiera) | C     | Giandomenico Mesto  |
|    | Italia (bandiera) | C     | Massimiliano Ossari |
|    | Italia (bandiera) | A     | Marco Pau           |
|    | Italia (bandiera) | C     | Marco Pedretti      |
|    | Italia (bandiera) | D     | Maurizio Ragnoli    |
|    | Italia (bandiera) | A     | Giordano Rossi      |
|    | Italia (bandiera) | D     | Umberto Salamone    |
|    | Italia (bandiera) | C     | Matteo Serafini     |
|    | Italia (bandiera) | C     | Davide Vascotto     |
|    | Italia (bandiera) | A     | Simon Zalla         |

## Risultati

### Campionato

#### Girone di andata
| Arbitro: | Battistella (Conegliano) |

|           |           |              |
| Basso 13’ | Marcatori | 71’ Salamone |

| Arbitro: | Masiero (Venezia) |

|         |           |              |
| Pau 80’ | Marcatori | 66’ Desideri |

| Arbitro: | Santoro (Domodossola) |

|              |           |           |
| Salamone 25’ | Marcatori | 23’ Galli |

| Arbitro: | P.S. Mazzoleni (Bergamo) |

|            |           |           |
| Lugnan 60’ | Marcatori | 89’ Zalla |

| Arbitro: | Ardito (Bari) |

|                           |           |                          |
| Zalla 35’, 67’ Melara 79’ | Marcatori | 37’ Marcat 50’ Angeretti |

| Arbitro: | D'Aguanno (Marsala) |

|             |           |                                                 |
| Braiati 39’ | Marcatori | 20’ (rig.), 73’ Zalla 46’ Serafini 77’ Pedretti |

| Arbitro: | Giachero (pinerolo) |

|                               |           |         |
| Moschella 13’ G. Ballotta 18’ | Marcatori | 28’ Pau |

| Arbitro: | Bianchi (Lucca) |

|                       |           |           |
| Zalla 2’ G. Rossi 85’ | Marcatori | 60’ Amato |

| Arbitro: | Cavallaro (Legnago) |

|              |           |           |
| Barbiero 15’ | Marcatori | 31’ Zalla |

| Cremona 5 novembre 2000 10ª giornata | Cremonese          | 0 – 0 | Pro Sesto | Stadio Giovanni Zini\| Arbitro: \| Marchesi (Bergamo) \| |
| Arbitro:                             | Marchesi (Bergamo) |       |           |                                                          |

| Arbitro: | Squillace (Catanzaro) |

|                                       |           |  |
| Gubellini 38’, 69’ Provitali 59’, 79’ | Marcatori |  |

| Cremona 26 novembre 2000 12ª giornata | Cremonese             | 0 – 0 | Mantova | Stadio Giovanni Zini\| Arbitro: \| Giammillaro (Messina) \| |
| Arbitro:                              | Giammillaro (Messina) |       |         |                                                             |

| Arbitro: | Ciancaleoni (Foligno) |

|                    |           |            |
| Dosi 17’ Medda 48’ | Marcatori | 52’ Melara |

| Arbitro: | Giordano (Caltanissetta) |

|         |           |  |
| Pau 63’ | Marcatori |  |

| Mestre 17 dicembre 2000 15ª giornata | Mestre            | 0 – 0 | Cremonese | Stadio Francesco Baracca\| Arbitro: \| Bergonzi (Genova) \| |
| Arbitro:                             | Bergonzi (Genova) |       |           |                                                             |

| Arbitro: | Giachero (Pinerolo) |

|           |           |  |
| Zalla 75’ | Marcatori |  |

| Arbitro: | Angrisani (Salerno) |

|                                           |           |                                   |
| Andorno 31’, 50’ Mirabelli 81’ Bari 90+1’ | Marcatori | 14’ Salamone 46’ Foschi 88’ Zalla |

#### Girone di ritorno
| Arbitro: | Brunialti (Trento) |

|                                 |           |  |
| Melara 14’ Zalla 34’ Foschi 57’ | Marcatori |  |

| Arbitro: | Nicoletti (Macerata) |

|                             |           |              |
| Tutone 12’ Zubin 40’ (rig.) | Marcatori | 90+2’ Melara |

| Arbitro: | Severi (Viterbo) |

|                               |           |                         |
| S. Motta 12’ (rig.), 74’, 87’ | Marcatori | 28’ Serafini 33’ Melara |

| Arbitro: | Sacco (Civitavecchia) |

|                        |           |  |
| Manfredi 43’ Zalla 82’ | Marcatori |  |

| Legnano 11 febbraio 2001 22ª giornata | Legnano             | 0 – 0 | Cremonese | Stadio Giovanni Mari\| Arbitro: \| Lombardi (Lanciano) \| |
| Arbitro:                              | Lombardi (Lanciano) |       |           |                                                           |

| Arbitro: | Cavallaro (= Legnago) |

|              |           |                |
| Melara 45+1’ | Marcatori | 37’ Laurentini |

| Arbitro: | Latella (Potenza) |

|                         |           |                                        |
| Merloni 35’, 86’ (rig.) | Marcatori | 33’ Isabella 90+5’ (rig.) Pennacchioni |

| Arbitro: | Cirone (Palermo) |

|                |           |               |
| Palumbieri 83’ | Marcatori | 90+1’ Merloni |

| Arbitro: | Nappi (Napoli) |

|                                                             |           |  |
| Salomone 38’ Serafini 58’ Zalla 60’ Manfredi 64’ Garzon 75’ | Marcatori |  |

| Arbitro: | Zenere (Schio) |

|             |           |              |
| Guerrisi 7’ | Marcatori | 11’ Serafini |

| Arbitro: | G. Rocchi (Firenze) |

|           |           |               |
| Zalla 32’ | Marcatori | 84’ Gubellini |

| Arbitro: | Liberti (Genova) |

|                         |           |                                             |
| M. Antonioli 36’ (rig.) | Marcatori | 29’ (rig.), 80’ (rig.) Merloni 51’, 58’ Pau |

| Arbitro: | Brunialti (Trento) |

|                              |           |                   |
| Merloni 33’ Zalla 73’ (rig.) | Marcatori | 84’ (rig.) Guerra |

| Arbitro: | Crugliano (Crotone) |

|                        |           |            |
| Andreini 72’ Preti 79’ | Marcatori | 66’ Ossari |

| Arbitro: | Niccolai (Livorno) |

|                              |           |  |
| Merloni 51’ Zalla 87’ (rig.) | Marcatori |  |

| Arbitro: | Angrisani (Salerno) |

|                                             |           |           |
| Ferraresso 6’ Arioli 10’ Manucci 66’ (aut.) | Marcatori | 52’ Zalla |

| Arbitro: | Sacco (Civitavecchia) |

|             |           |                                 |
| Merloni 35’ | Marcatori | 38’, 56’ Mirabelli 83’ Speranza |

### Coppa Italia

#### Girone E
| Fiorenzuola d'Arda 17 agosto 2000 1ª giornata | Fiorenzuola        | 0 – 0 | Cremonese | Stadio Comunale\| Arbitro: \| Cigalotti (Milano) \| |
| Arbitro:                                      | Cigalotti (Milano) |       |           |                                                     |

| 20 agosto 2000 2ª giornata |  | – Turno di riposo Cremonese |  |  |

| Cremona 23 agosto 2000 3ª giornata | Cremonese          | 0 – 0 | Carrarese | Stadio Giovanni Zini\| Arbitro: \| P.C. Rossi (Forlì) \| |
| Arbitro:                           | P.C. Rossi (Forlì) |       |           |                                                          |

| Arbitro: | Marchesi (Bergamo) |

|                                 |           |                                  |
| Lampugnani 22’ M. Antonioli 47’ | Marcatori | 12’ Salomone 41’, rig.’ (43) Pau |

| Arbitro: | Tonolini (Milano) |

|           |           |                           |
| Zalla 52’ | Marcatori | 6’ Carlet 72’ Menolascina |